# Mária Kráľovičová

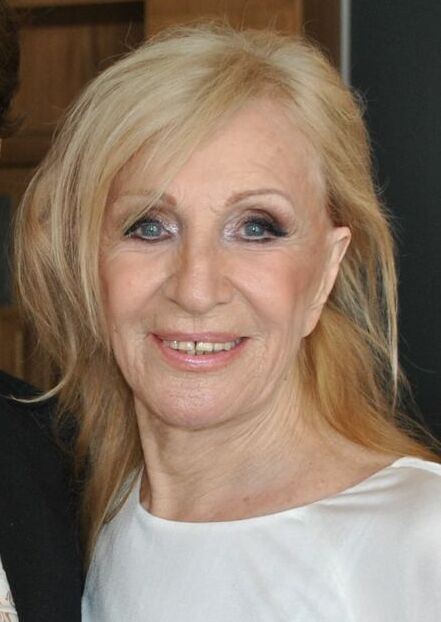
Mária Kráľovičová (2013)

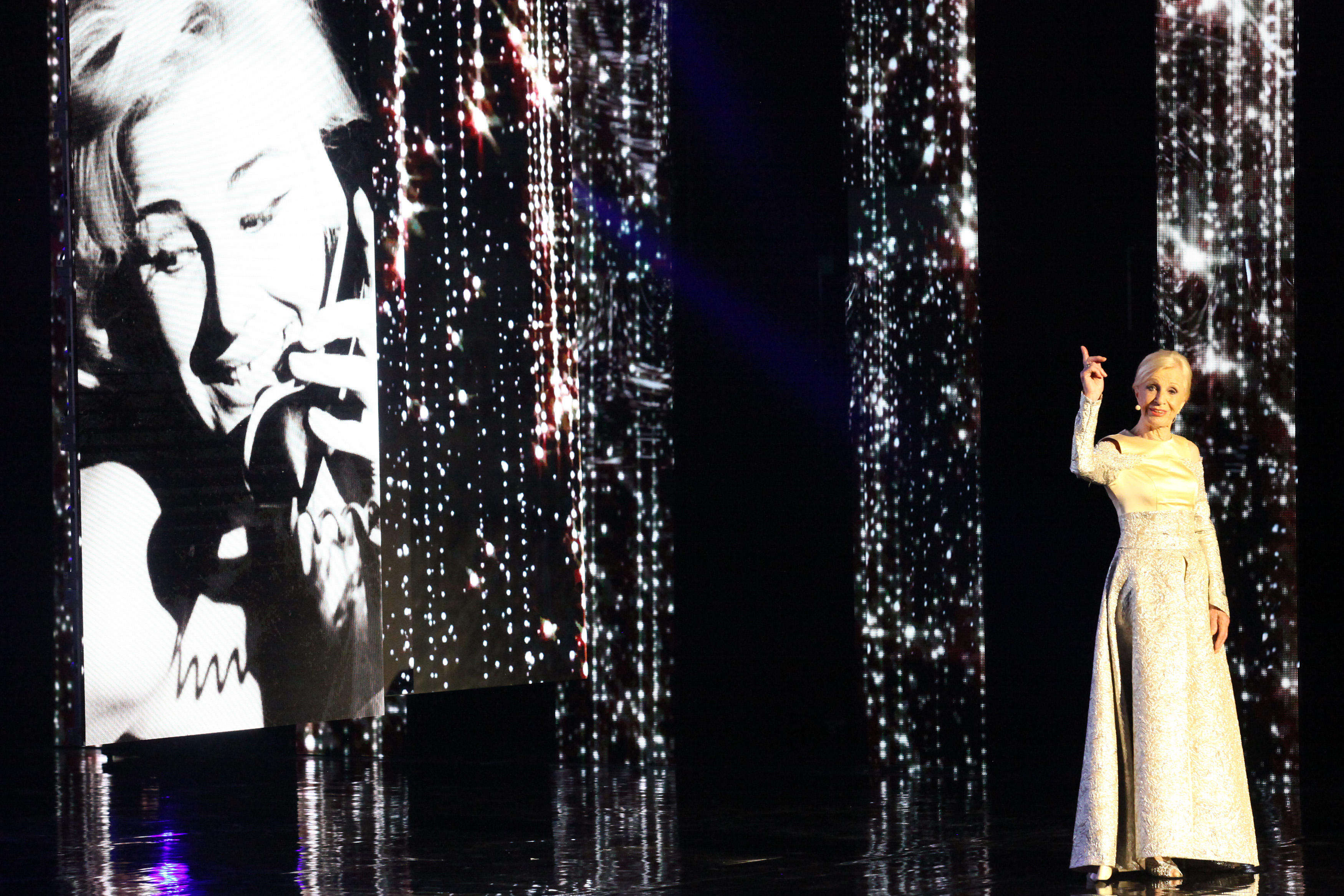
Mária Kráľovičová bei einem Auftritt 2016

Mária Kráľovičová (* 7. Juni 1927 in Čáry; † 5. Dezember 2022 in Bratislava) war eine slowakische Schauspielerin.

## Leben
Mária Kráľovičová wurde 1927 im Bezirk Senica in dem Dorf Čáry geboren. Sie war das älteste Kind in einer Kleinbauernfamilie mit drei Schwestern und einem Bruder, ihr Vater war Kommunist. Nachdem sie die Schule beendet hatte, arbeitete sie zunächst als Friseurin und später in einem Bekleidungsgeschäft. Erst eine Zeitungsanzeige für ein Vorsprechen als Schauspielerin führte sie schließlich ans Theater, da sie die Jury unter Leitung von Andrej Bagar überzeugte. Am 15. August 1945 begann sie am Kammertheater in Martin, spielte in den zwei Jahren dort knapp ein Dutzend Rollen und wurde in der ersten Spielzeit als Talent des Jahres in Prag ausgezeichnet. In ihrer Zeit in Martin traf sie viele Größen aus dem kulturellen Leben, darunter Schriftsteller, Dichter und Maler.
Sie begann 1947 ein Studium am Staatlichen Konservatorium Bratislava mit Schauspiel im Hauptfach, das sie 1950 abschloss. Schon während des Studiums wurde sie 1948 Ensemblemitglied des Slowakischen Nationaltheaters, dem sie zeitlebens treu blieb. Hier spielte sie in mehr als sechs Jahrzehnten viele bedeutende Rollen und ging erst 2013 mit zwei Stücken auf eine Abschiedstournee durch die Slowakei.
Ihr Filmdebüt gab sie 1950 in dem Film Die Talsperre. Am 15. Mai 1957 spielte sie mit Elo Romančíkin in dem live übertragenen Fernsehschauspiel Dovidenia, Lucienne!, dem ersten seiner Art in der Slowakei. In den nachfolgenden Jahrzehnten folgte eine erfolgreiche Karriere, in der sie in ungefähr 70 Film- und Fernsehproduktionen mitwirkte. Auch im Radio war Mária Kráľovičová eine vielbeschäftigte Sprecherin.
1949 heiratete sie Miroslav Procházka, mit dem sie bis zu seinem Tod 2005 durch Lymphknotenkrebs zusammenlebte. Das Paar hatte zwei Kinder und drei Enkelkinder. Mária Kráľovičová starb 2022 im Alter von 95 Jahren eines natürlichen Todes.

## Filmografie
- 1950: Die Talsperre (Priehrada)
- 1957: Dovidenia, Lucienne!
- 1959: Der Mann, der nicht zurückkehrte (Muž, ktorý sa nevrátil)
- 1960: Skalní v ofsajde
- 1962: Výlet po Dunaji
- 1963: Ivanov
- 1966: Šiesty júl
- 1970: Inferno
- 1971: Ľudský hlas
- 1975: Buddenbrookovci
- 1978: Jedenáste prikázanie
- 1997: Duchovia
- 2000: Amálka, ja sa zbláznim
- 2005: Rodinné tajomstvá
- 2006: Veľké šťastie
- 2008: Priateľky